# Romesco
Romesco je omáčka používaná ve španělské kuchyni. Recept pochází z okolí města Tarragona na jihu Katalánska. Název je odvozen z mozárabského výrazu remescolar, což znamená „smíchat“. Podobnými pokrmy jsou xató a salvitxada.
Romesco se připravuje z rajčat, paprik (zpravidla místní odrůdy nyora) a česneku, které se upečou v troubě a pak v hmoždíři vymíchají do hladka spolu s opraženými mandlemi, lískovými oříšky, bílým chlebem, olivovým olejem a vinným octem. Podle chuti se může přidat také mořská sůl, chilli, máta vonná, rozmarýn lékařský nebo petrželová a fenyklová nať.
Omáčka se může podávat vychlazená jako dip nebo i teplá, např. na těstoviny. Konzumuje se spolu s rybami, hlemýždi, drůbežím nebo skopovým masem i se zeleninou, především grilovanou jarní cibulkou (tzv. calçot). Město Cambrils je proslulé každoročním festivalem romesca.